# Nasrallah Pedro Sfeir de Reyfoun
Nasrallah Pedro Sfeir de Reyfoun, en árabe:  نصر الله بطرس صفير Naṣrallah Buṭrus Ṣufayr, (Reyfoun, Líbano, 15 de mayo de 1920-Beirut, Líbano, 12 de mayo de 2019) fue patriarca de Antioquía y todo el Oriente de los maronitas y cardenal de la Iglesia Romana.

## Biografía
Su pueblo natal se encuentra en la diócesis de Sarba de los maronitas. Se educó en Beirut en la escuela Mar Abda de Harharaya en donde completó su primaria y los estudios complementarios y sus estudios secundarios en el Seminario Patriarcal de San Marón en Ghazir. Se graduó en filosofía y teología en 1950 en la Université de Saint-Joseph de Beirut. 
Ordenado al sacerdocio en el mismo año el 7 de mayo, desempeñando las funciones en la parroquia de Reyfoun desde 1951 hasta 1955. Después fue secretario de la diócesis de Damasco de los maronitas y al año siguiente secretario del patriarcado Maronita, en Bkérké, y miembro de la facultad del Colegio de los Hermanos Maristas, Joünié, hasta 1961. Su paso por el colegio fue aprovechado para ser profesor de traducción en literatura y filosofía.
Elegido obispo titular de Tarso de los maronitas y nombrado vicario patriarcal de Antioquía de los Maronitas, el 19 de junio de 1961, siendo confirmado por Juan XXIII, el 23 de junio de 1961. Consagrado por el patriarca Pablo Pedro Meouchi el 16 de julio de 1961. Fue Padre Conciliar asistiendo al Concilio Vaticano II, de 1962 a 1965. Consejero espiritual de la Soberana Orden de Malta. Elegido patriarca de Antioquía de los Maronitas, el 19 de abril de 1986 recibiendo la ecclesiastica communio el 7 de mayo de 1986.
Creado Cardenal obispo el 26 de noviembre de 1994 por Juan Pablo II; fue uno de los presidentes delegados. Perdió el derecho a participar en el cónclave al cumplir los 80 años de edad, el 15 de mayo de 2000, por lo que no participó en la elección de Benedicto XVI y Francisco
Ha asistido a las VII, VIII y XI Asamblea Ordinaria del Sínodo de los Obispos, en la Ciudad del Vaticano, los años 1987, 1990 y 1994 respectivamente. Además de ser Presidente de la Asamblea de Patriarcas y Obispos Católicos de Líbano. Al igual que a la Asamblea Especial para Líbano del Sínodo de los Obispos, en el Vaticano, desde el 26 de noviembre al 14 de diciembre de 1995.